# Stadion Loro-Boriçi
Stadion Loro-Boriçi – wielofunkcyjny stadion w Szkodrze, w Albanii. Rozgrywa na nim mecze klub Vllaznia Szkodra. Do 1990 stadion nosił imię komunistycznego partyzanta Vojo Kushiego, w 1990 jego patronem został piłkarz Vllazni Szkodra - Loro Boriçi. Stadion może pomieścić 16 000 osób.